# Indotestudo forstenii
Indotestudo forstenii је гмизавац из реда корњача и фамилије Testudinidae.

## Угроженост
Ова врста се сматра угроженом.

## Распрострањење
Ареал врсте је ограничен на једну државу. 
Индонезија је једино познато природно станиште врсте.

## Станиште
Станиште врсте су слатководна подручја.